# Латроб (Пенсилванија)
Латроб (енгл. Latrobe) град је у америчкој савезној држави Пенсилванија. По попису становништва из 2010. у њему је живело 8.338 становника.

## Демографија
Према попису становништва из 2010. у граду је живело 8.338 становника, што је 656 (7,3%) становника мање него 2000. године.
| Група             | 2000.         | 2010.         |
| Белци             | 8.858 (98,5%) | 8.081 (96,9%) |
| Афроамериканци    | 29 (0,3%)     | 63 (0,8%)     |
| Азијати           | 40 (0,4%)     | 50 (0,6%)     |
| Хиспаноамериканци | 33 (0,4%)     | 59 (0,7%)     |
| Укупно            | 8.994         | 8.338         |